# روبرت آربولدا
روبرت آربولدا (اسپانیایی: Robert Arboleda‎؛ زادهٔ ۲۲ اکتبر ۱۹۹۱) بازیکن فوتبال اهل اکوادور است.
از باشگاه‌هایی که در آن بازی کرده‌است می‌توان به اشاره کرد.
وی همچنین در تیم ملی فوتبال اکوادور بازی کرده‌است.